# Lanius souzae
Picanço-de-souza ou picanço-do-miombo (Lanius souzae) é uma espécie de ave da família Laniidae.
Pode ser encontrada nos seguintes países: Angola, Botswana, República do Congo, República Democrática do Congo, Gabão, Malawi, Moçambique, Namíbia, Ruanda, Tanzânia e Zâmbia.
Os seus habitats naturais são: savanas áridas .